# شورش مالیات بر خون
شورش مالیات بر خون (به ژاپنی: 血税一揆, Ketsuzei ikki)، مجموعه‌ای از قیام‌های خشونت‌آمیز در سراسر ژاپن در بهار ۱۸۷۳ در مخالفت با نهاد سربازی اجباری برای همه شهروندان مرد (که به عنوان «مالیات خون» توصیف می‌شود) در پی بازسازی می‌جی بود. علل ثانویه شامل خشم عمومی از فرمان رهایی طبقات پایین و رانده شده بوراکومین‌ها ۱۸۷۱ و نهاد مدرسه عمومی اجباری برای کودکان در سال ۱۸۷۲ بود.
شورش‌های مالیات خون که در حداقل ۱۰ استان گسترش یافت و صدها هزار کشاورز دهقانی و سامورایی روستایی را درگیر کرد، ادارات دولتی، پاسگاه‌های پلیس، مدارس دولتی تازه تأسیس، و خانه‌های مقامات دولتی و بوراکومین‌های تازه آزاد شده (رانده شدگان سابق) را ویران کرد. با این حال، شورش‌ها به طرز وحشیانه ای توسط دولت میجی سرکوب شد، که سیاست «تیراندازی برای کشتن» را در پیش گرفت و هنگامی که پلیس ناکارآمد بود، مزدوران سامورایی را وارد کرد.

## پس زمینه
به دنبال بازسازی می‌جی در سال ۱۸۶۸، که شوگون‌سالاری توکوگاوا را سرنگون کرد، ژاپن برنامه دوره‌ای نوسازی را آغاز کرد. به عنوان مقدمه‌ای برای لغو کامل سیستم طبقاتی و وضعیت دوران توکوگاوا، وضعیت طرد شدن توسط فرمان رهایی بوراکومین در سال ۱۸۷۱ لغو شد، مدرسه عمومی اجباری برای همه کودکان در سال ۱۸۷۲ اجرا شد و در ژانویه ۱۸۷۳، دولت جدید میجی فرمان اجباری را وضع کرد که همه شهروندان مرد، اعم از سامورایی و غیرسامورایی را ملزم می‌کرد، در سن ۲۰ سالگی به خدمت سربازی اجباری با خدمت به مدت سه سال. و پس از آن در یک ذخیره نظامی ملی خدمت کنند.
سربازی اجباری روستاهای کشاورزی فقیر را از نیروی کار مردان جوان قوی محروم می‌کرد که در اوج توانایی بدنی خود بودند و برای انجام کارهای یدی به شدت مورد نیاز روستائیان بود. به همین ترتیب، مدارس دولتی اجباری، خانواده‌های دهقان را از کار فرزندانشان محروم کرد، که برای کمک کاشت و برداشت محصولات زراعی به آنها نیاز بود. رهایی رانده‌شدگان قابل اعتراض بود، زیرا پس از قرن‌ها زندگی در سیستم وضعیت توکوگاوا که به شدت اجرا شده بود، به موجب آن طردشدگان «هی‌نین» (غیر انسان، تقریباً هم‌معنی با نجس و ناپاک) تلقی می‌شدند (非人، hinin) و به زور جدا شده بودند، افراد طبقات دیگر غیرقابل تحمل می‌دانستند که طردشدگان سابق اکنون «شهروندان جدید» (新平民، shin heimin) تلقی شوند و آزادانه بتوانند با کسانی که تا همین مدتی قبل مافوق آنها به حساب می‌آمدند اختلاط کنند.
در مورد سامورایی‌ها، فراخوانی افراد عادی به خدمت سربازی توسط فرمان اجباری، انحصار آنها در خدمت نظامی را از بین برد و در نتیجه خودانگاره و شیوهٔ زندگی آنها را تهدید کرد، و برخی از سامورایی‌های روستایی را وادار کرد تا در مخالفت با غیرسامورایی‌ها در مورد این فرمان‌ها همدل شوند.
یک منبع خشم اضافی این واقعیت بود که فرمان سربازی اجباری حاوی مقرراتی بود که به شهروندان ثروتمند اجازه می‌داد خود را از خدمت سربازی اجباری بخرند، به این معنی که بار سربازی اجباری به‌طور نامتناسبی بر دوش فقیرترین شهروندان ژاپنی افتاد که با اینکه موقعیت مالی خوبی نداشتند برای از دست دادن کار خانوادگی نیز لطمه مالی می‌خوردند. 
خود فرمان اجباری الهام گرفته از مدل‌های غربی بود و متن فرمان مستقیماً یک اصطلاح فرانسوی را برای خدمت اجباری ترجمه کرده بود که به معنای واقعی کلمه به معنای «مالیات بر خون» است. با استفاده نابخردانه از این عبارت، شایعاتی وحشت‌آور در سراسر روستا پخش شد مبنی بر اینکه مأموران دولتی می‌آیند تا به معنای واقعی کلمه خون بگیرند. شایعه گرفتن خون از دهقانان و فروش آن به خارجی‌هایی که از آن برای تهیه دارو استفاده می‌کنند، به خشم مردم بیشتر دامن داد.
از آنجایی که میجی ژاپن یک دموکراسی نبود و الیگارشی میجی همه تصمیمات را بدون مشورت با عموم مردم اتخاذ می‌کرد، کشاورزان خشمگین و سامورایی‌های پایین‌رده روستایی احساس می‌کردند که راهی جز اعتراض خشونت‌آمیز برای ابراز نارضایتی‌های خود ندارند. 

## شورش
قیام‌ها در مارس ۱۸۷۳ آغاز شد و به سرعت در مجموع حداقل ۱۰ استان گسترش یافت. آشوبگران در استان‌های کیوتو، اوکایاما، فوکوئی، میه، توتوری، هیروشیما، شیمانه، کاگاوا، اهیمه، و کوچی  نمادها و عوامل اصلاحات میجی که شیوه زندگی قبلی آنها را مختل می‌کرد: ادارات و مقام‌های دولتی محلی، مراکز تازه تأسیس مدارس و ایستگاه‌های پلیس، معابد بودایی که به عنوان مأموران دولتی خدمت می‌کردند، و طردشدگان تازه رها شده را هدف قرار دادند.
به عنوان مثال در اواخر ماه مه ۱۸۷۳، بیش از ۳۰۰۰۰ نفر در استان اوکایاما شورش کردند و ۴۶ مدرسه ابتدایی دولتی را ویران کردند. و بیش از ۳۰۰ خانه متعلق بوراکومین‌های تازه آزاد شده . مردم خود را با نیزه‌ها، تفنگ‌ها و شمشیرهای بامبو مسلح کردند، آنها به مقام‌های دولتی و طردشدگان سابق حمله کردند که ده‌ها نفر را زخمی و ۲۴ نفر را کشتند. از ۲۴ نفری که در خشونت در اوکایاما به قتل رسیدند، ۱۸ نفر اخیراً رانده شده سابق بودند.
به‌طور مشابه، در استان کاگاوا، ارتشی متشکل از 20000 دهقانان خشمگین با چوب‌های بامبو و کوبیدن طبل، حمله کردند و ۳۴ اداره دولتی، ۵ معبد بودایی و خانه ۳۰ نفر از مقام‌های دولتی را به آتش کشیدند. علاوه بر این، ۷ ایستگاه پلیس و در مجموع ۴۸ مدرسه دولتی را تخریب کردند.
آشوبگران علاوه بر خشونت آشکار، طوماری‌هایی را نیز به مقامات محلی ارائه کردند و خواسته‌های خود را بیان کردند. خواسته‌های رایج شامل لغو فرمان سربازی اجباری، لغو مدارس دولتی، لغو ممنوعیت مدل موی سنتی و کنار گذاشتن تقویم شمسی که به تازگی وضع شده بود و جایگزین تقویم سنتی قمری شده بود.

## سرکوب
دولت میجی بی‌رحمانه شورش‌های مالیات خون را سرکوب کرد، بدون اینکه به هیچ‌یک از خواسته‌های آشوبگران تسلیم شود، دولت رویکرد «شلیک به قصد کشتن» آشوبگران را در پیش گرفت . هنگامی که نیروهای پلیس محلی نتوانستند خشونت را مهار کنند، دولت گروه‌هایی از مزدوران سامورایی را برای بازگرداندن نظم استخدام کرد. در مجموع بیش از ۶۰۰۰۰ نفر از جمله بیش از ۲۹۰۰۰ نفر تنها در استان اوکایاما دستگیر شدند. با این حال، تنها ۱۵ آشوبگر که به عنوان سرکردگان این گروه شناخته شده بودند، به اعدام محکوم و در عمل اعدام شدند، , و هزاران نفر دیگر از شورش‌گران احکام کمتری دریافت کردند یا بدون اتهام آزاد شدند.